# ويل (سويسرا)
ويل (تُلفظ بالألمانية: [viːl]) هي عاصمة كانتون سانت غالن في سويسرا.
ويل هي ثالث أكبر مدينة في كانتون سانت غالن بعد مدينتي سانت غالن ورابرزفيل-يونا، هي مدينة توأم، دُمجت عام 2006. ثم اندمجت بلدية برونشوفن مع ويل في 1 يناير 2013. بعد الدمج تغيّر رقم التعريف المجتمعي لها من 3425 إلى 3427.
عام 1984، منحت ويل جائزة واكر لتطوير تراثها المعماري والحفاظ عليه.

## المدن التوأمة
مدينة Dobrzeń Wielki هي مدينة توأمة لـويل (سويسرا).

## أعلام
- فابيان شير
- هاينز مولر
- نيكول جراف
- ستيفان كونغ
- دانيال امهوف